# Kościół ewangelicko-augsburski w Pasymiu
Kościół ewangelicko-augsburski w Pasymiu – jeden z rejestrowanych zabytków miasta Pasymia, w województwie warmińsko-mazurskim. Należy do diecezji mazurskiej kościoła Ewangelicko-Augsburskiego w RP.

## Historia

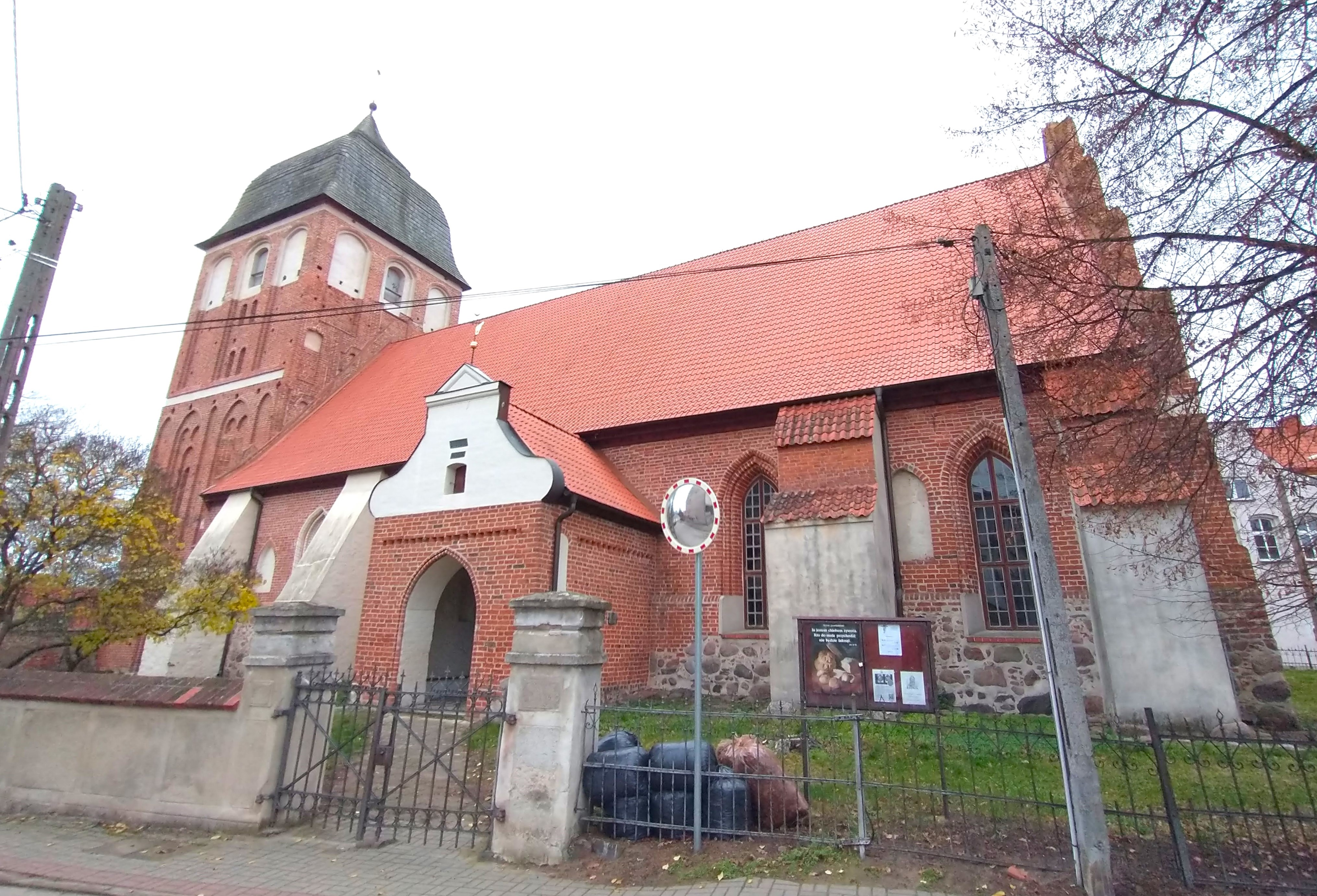
Widok ogólny

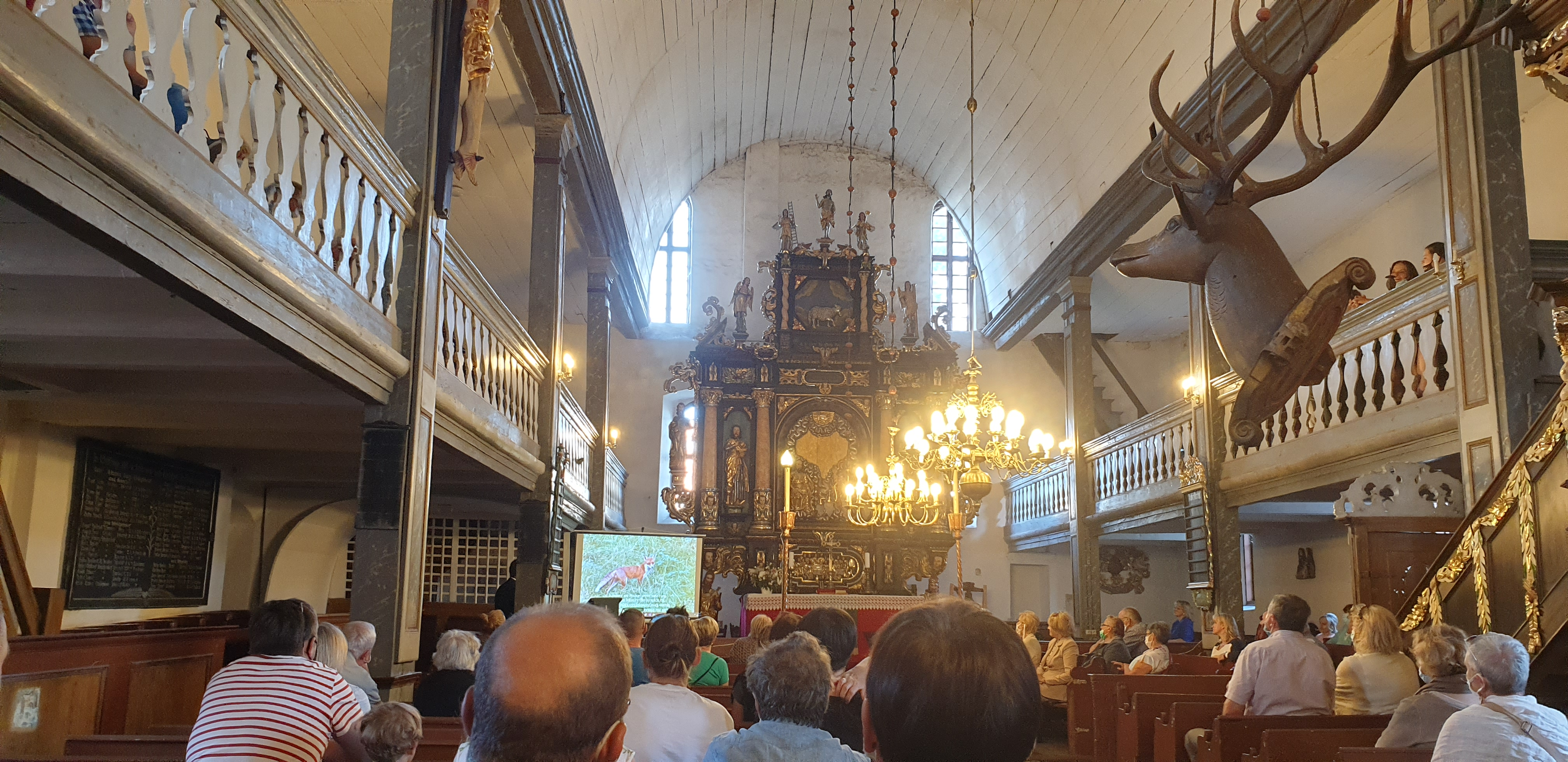
Wnętrze

Obecny kościół został wybudowany w drugiej połowie XV wieku. W tym czasie zakończono również budowę przylegającej do niego wysokiej wieży dzwonniczej. Świątynia była restaurowana po pożarach z lat 1583 i 1750. Po tym drugim, wieża została obniżona o jedną kondygnację i nakryta kopulastym hełmem, mury wzmocniono przyporami, stare drewniane sklepienie w środkowej nawie zastąpiono nowym sklepieniem kubełkowym, przebudowano również kruchtę południową (lata 1765–1775). Od tego czasu w niezmienionej formie budowla przetrwała do czasów współczesnych. Od 1525 roku świątynia należy do wiernych kościoła ewangelicko-augsburskiego.

## Architektura i wystrój
Późnogotycki kościół został wybudowany z cegły na planie prostokąta. Jest to jednonawowa budowla salowa z zakrystią od strony północnej i kruchtą od strony południowej. Korpus świątyni jest oszkarpowany, a w jego elewacjach znajdują się okna ostrołukowe. kościół nakryty jest dachem dwuspadowym złożonym z dachówek. Od strony zachodniej jest umieszczona szeroka, masywna wieża wzniesiona z cegły na fundamencie z kamienia polnego, zakończona barokowym hełmem, nakrytym gontem w 1770 roku.
Świątynia posiada mnóstwo cennych zabytków, należy do nich m.in. ołtarz główny wykonany w 1673 roku (polichromia namalowana w 1713 roku przez C. Heimkego). W jego centralnej części znajduje się płaskorzeźba Trójcy Świętej – po jej lewej i prawej stronie są umieszczone figury czterech ewangelistów, a poniżej – scena Ostatniej Wieczerzy. Niedaleko ołtarza są umieszczone duże figury Mojżesza i Aarona, a za nimi, na ścianach, są umieszczone gotyckie stalle z końca XV wieku. Ambona w kościele została wykonana w 1680 roku, z kolei organy, powstały w królewieckim warsztacie Jahanna Jozuego Mosengela w 1705 roku (budowa całego prospektu została zakończona w 1744 roku). Dzwony w świątyni zostały ufundowane w latach 1774, 1785 i 1845. W kościele są umieszczone również: krucyfiks z XVI wieku (naprzeciwko ambony), świecznik w formie głowy jelenia z 1608 roku (w środkowej nawie), epitafium Krzysztofa Hartknocha zmarłego w 1687 roku oraz epitafia wiernych poległych w czasie wojen napoleońskich, wojny francusko-pruskiej w 1871 roku i I wojny światowej.

## Galeria

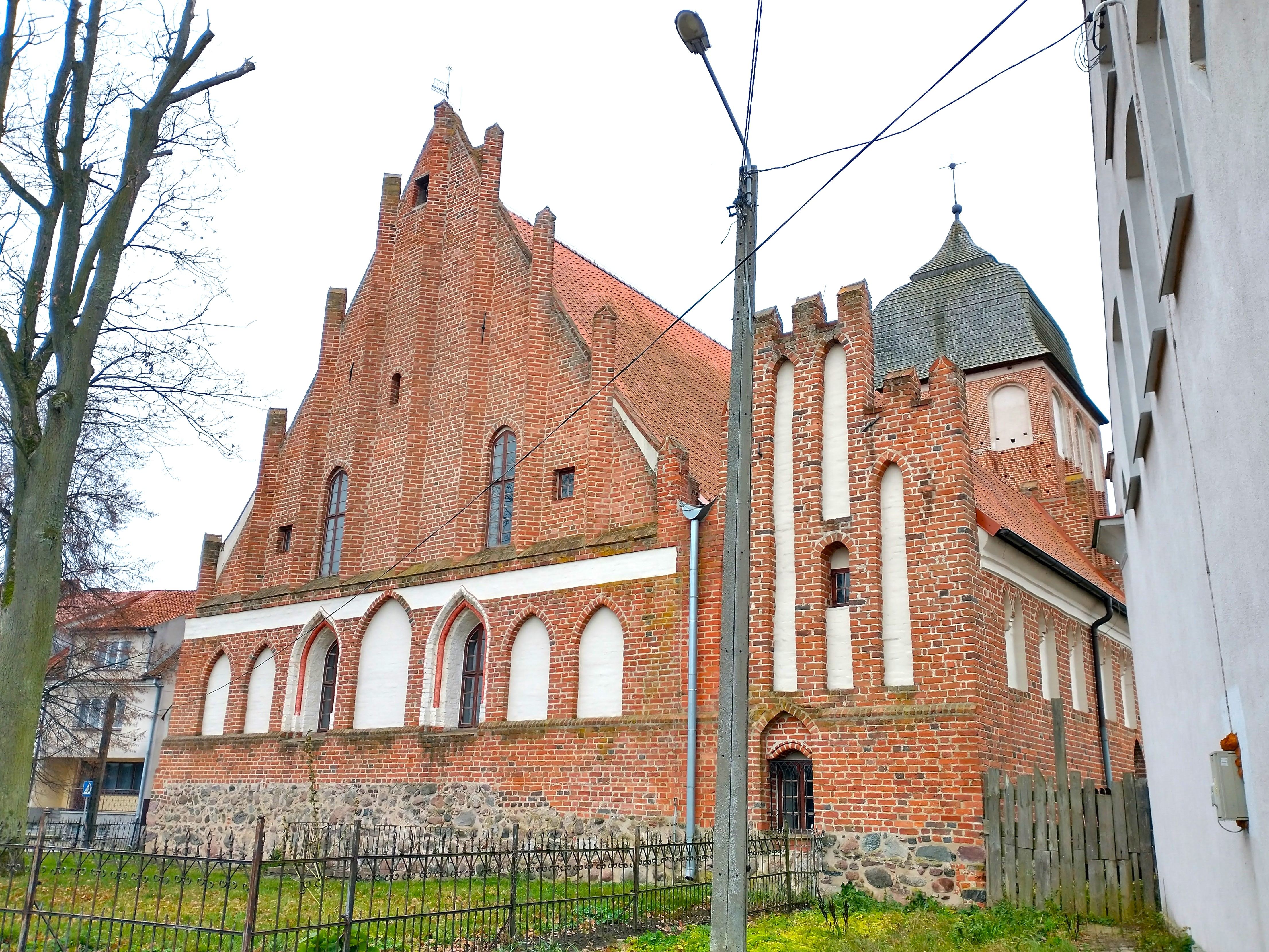
Ściana szczytowa
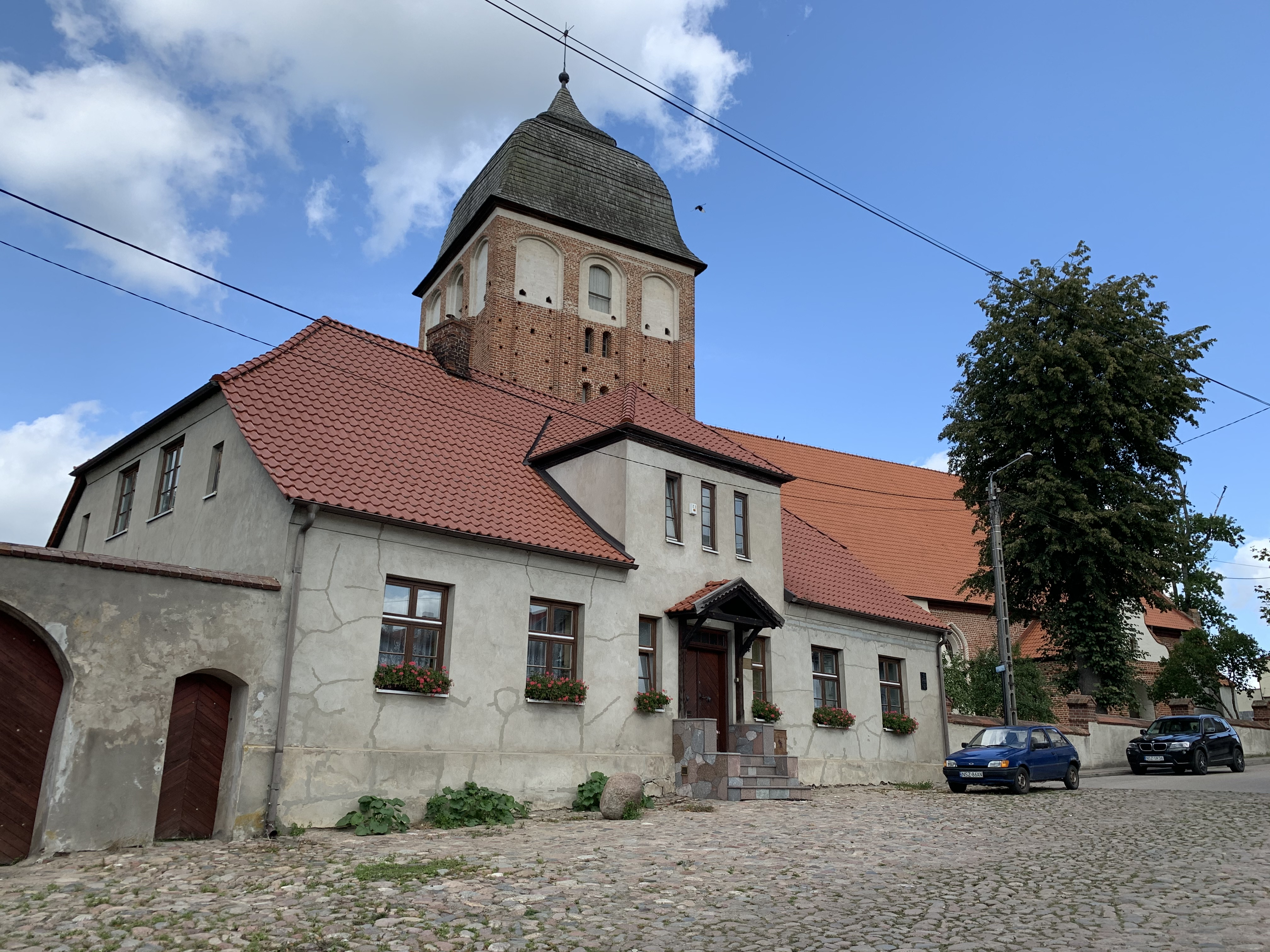
Dom parafialny
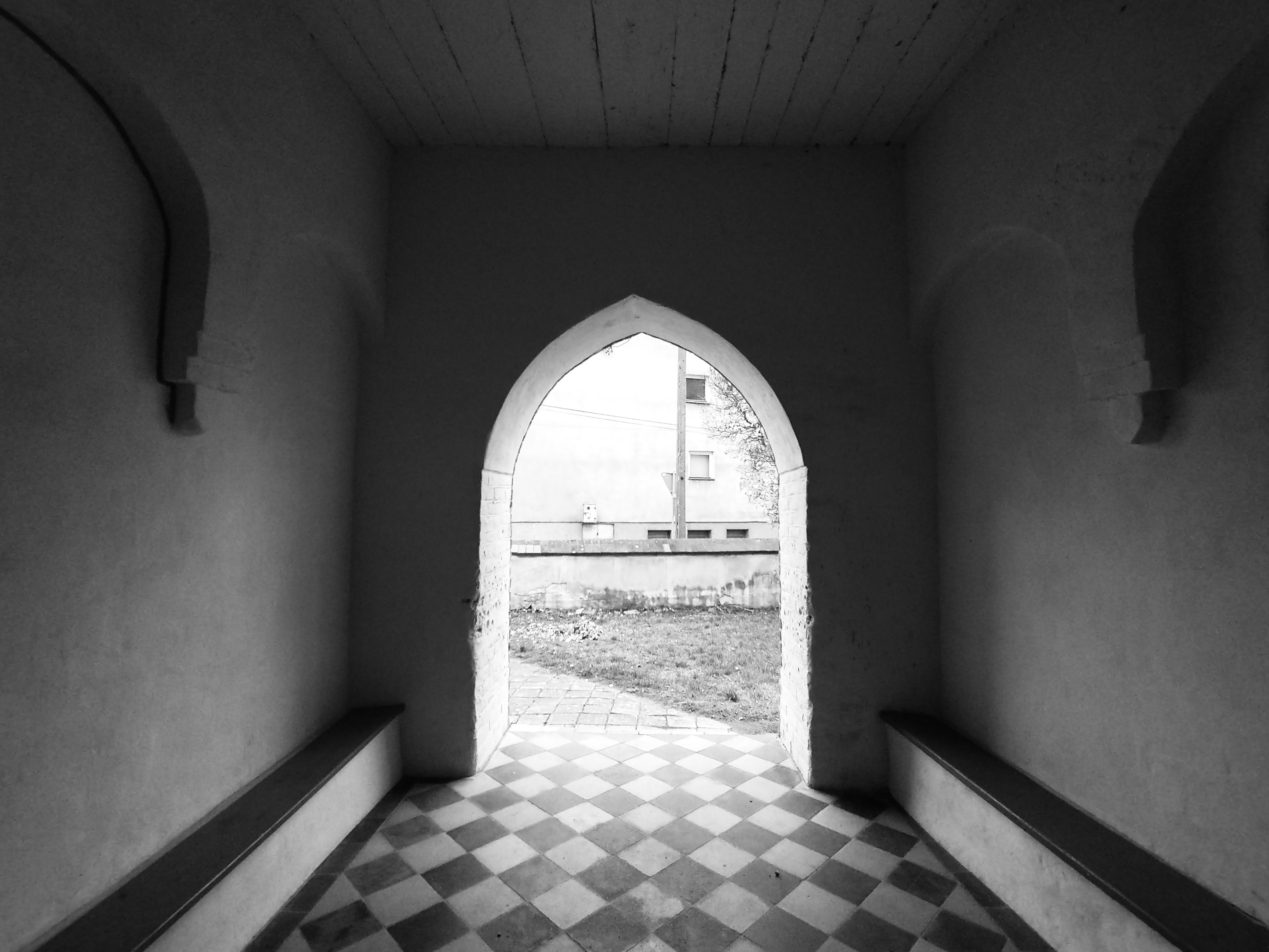
Kruchta